# Marion Malenfant
 (février 2018).
Si vous disposez d'ouvrages ou d'articles de référence ou si vous connaissez des sites web de qualité traitant du thème abordé ici, merci de compléter l'article en donnant les références utiles à sa vérifiabilité et en les liant à la section « Notes et références ».
Marion Malenfant est une comédienne française, née en 1987.

## Biographie

### Formation
Après une 1er prix d'art dramatique au Conservatoire régional d'Antibes, avec Anca Dorosenco en 2008, puis trois ans au Cours Florent, avec B. Guibert, elle rentre en classe libre avec L. Natrella et J.P. Garnier en 2010-2011.

### Carrière
Par la suite, elle obtient des rôles au théâtre, au cinéma, à la télévision et dans des dramatiques radiodiffusées.
Elle est pensionnaire de la Comédie-Française du 16 avril 2012 au 25 janvier 2014.

## Théâtre
- 2008 : création autour de L'Impromptu de Versailles de Molière, mise en scène d'Anca Dorosenco
- 2010 : The Sun Has An Appointement With the Moon, écrit et mis en scène par Nâzim Boudjenah, au Théâtre des Cinq Diamants : la mère
- 2011 : L'Empire du vide, écrit et mis en scène par Eli Salleron, au Théâtre de Ménilmontant : Eva Braun
- 2011 : Stilla Vaten de Lars Norén : Emma. Le Collectif des possédés
- 2012 : Norma Jean, écrit et mis en scène par John Arnold, adapté du roman Blonde de Joyce Carol Oates, création au Théâtre des Quartiers d'Ivry : Norma Jean (Marilyn Monroe)[3]
- 2012 : On ne badine pas avec l'amour d'Alfred de Musset, mise en scène d'Yves Beaunesne, rôle de Camille, Comédie-Française
- 2012 : Antigone de Jean Anouilh, mise en scène Marc Paquien, rôle de Ismène, Comédie-Française Théâtre du Vieux-Colombier
- 2013 : Le Malade imaginaire de Molière, mise en scène Claude Stratz, rôle de Angélique, Comédie-Française
- 2013 : L'Avare de Molière, mise en scène Catherine Hiegel, rôle de Elise, Comédie-Française
- 2013 : Rituel pour une métamorphose de Saadallah Wannous, mise en scène Sulayman Al-Bassam, Théâtre du Gymnase, Salle Richelieu, la Servante, Basma et l'Eunuque
- 2013 : L'Anniversaire de Harold Pinter, mise en scène Claude Mouriéras, rôle de Lulu, Comédie-Française
- 2018 : Le Tartuffe de Molière, mise en scène Peter Stein, rôle de Marianne
- 2018 : Les Reines de Normand Chaurette, mise en scène d'Élisabeth Chailloux[4]
- 2019 : Que crèvent tous les protagonistes de Gabriel Calderón, mise en scène de Sandrine Attard[5]
- 2020 : Antigone de Sophocle, mise en scène Stéphane Michaka et Cédric Aussir, rôle d'Ismène (Festival d'Avignon 2020, « Un rêve d'Avignon » pour France Culture)

## Fictions radiophoniques
- 2012 : Lais et fables de Marie de France
- 2014 : Le Procès de Franz Kafka d'après Franz Kafka, adapté par David Zane Mairowitz
- 2014 : T'es où ma puce, ma p'tite puce, de Armand Aloyin réalisé par Michel Sidoroff, rôle de Sophie
- 2017 : Le Christmas Pudding d’Hercule Poirot d'après Agatha Christie, réalisée par Cédric Aussir, rôle d'Annie
- 2018 : Hedy Lamarr : la plus belle femme du monde avait aussi un cerveau de Corinne Klomp, réalisée par Pascal Deux, rôle d'Hedy Lamarr
- 2018 : Barbe Bleue adapté par Amélie Nothomb
- 2018 : Voltaire et Émilie du Châtelet : une leçon de bonheur de Christine Spianti, réalisée par Pascal Deux, rôle d' Émilie du Châtelet
- 2018 : François Truffaut en 24 images seconde de Anne Terral, réalisé par Pascal Deux
- 2018 : Téléréalité ou la guerre des chaînes de Leslie Menahem, réalisée par Cédric Aussir, rôle de Loana
- 2019 : Napoléon et Letizia : Bonaparte de mère en fils de Jean-Benoît Patricot, réalisée par Hélène Bizieau, rôle de Letizia
- 2019 : Mauvaises nouvelles du front : Ostende et on ferme au noir d'Hugues Pagan réalisé par Pascal Deux, rôle de Joëlle Rezneck
- 2020 : Je suis punk de Caroline de Kergariou, réalisée par Jean Matthieu Zahnd
- 2020 : Le Roman noir de l'Histoire : de 1990 à 1998, de Didier Daeninckx, réalisée par Pascal Deux, rôle d'Elena
- 2020 : Colette : "Je veux faire ce que je veux", de Christine Spianti, réalisée par Pascal Deux, rôle de Colette

## Filmographie

### Cinéma
- 2013 : On a failli être amies réalisé par Anne Le Ny, rôle de Cynthia
- 2016 : Opium réalisé par Pablo Dury, rôle de Lise

### Courts métrages
- 2015 : Des courbes pour arrondir les angles réalisé par Géraud Pineau, rôle de Lise
- 2016 : Mon père dit des conneries réalisé par Shahriar Shandiz
- 2016 : Détour réalisé par Tanneguy O'Meara

### Télévision
- 2013 : Meurtre en trois actes de Claude Mouriéras, Marion Piette
- 2014 : Méfions-nous des honnêtes gens! de Gérard Jourd'hui, Mariette Ancelot
- 2016 : Section de recherches (saison 11, épisode 7 : Manipulations), Chloé
- 2017 : Candice Renoir (saison 6, épisode 2 : La vengeance est un plat qui se mange froid), Julie Ravel
- 2023 : Mademoiselle Holmes  (saison 1, épisode 1 : On ouvre ses chakras !), Vinca Le Pavec

## Distinctions
- 2014 : Nomination au Molière du jeune talent féminin pour Norma Jean [6]